# George Lillo

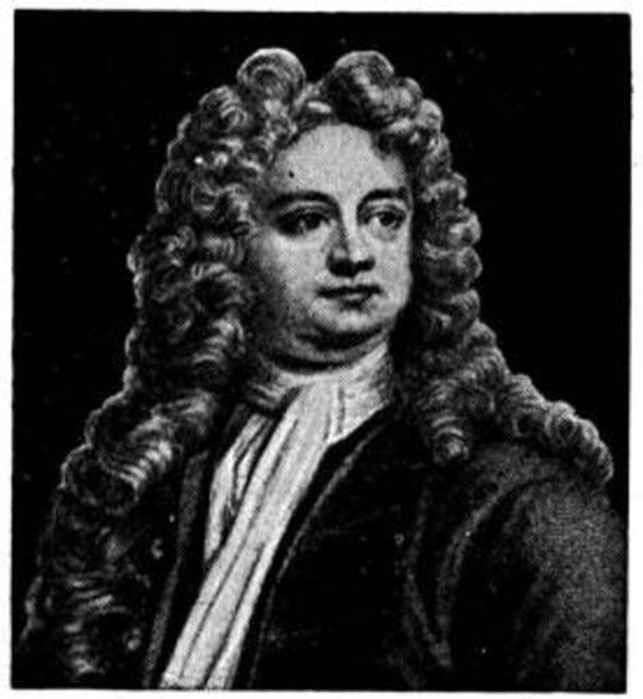
George Lillo.

George Lillo (Moorfields, 3 febbraio 1691 – Rotherhithe, 4 settembre 1739) è stato uno scrittore e drammaturgo inglese.

## Biografia

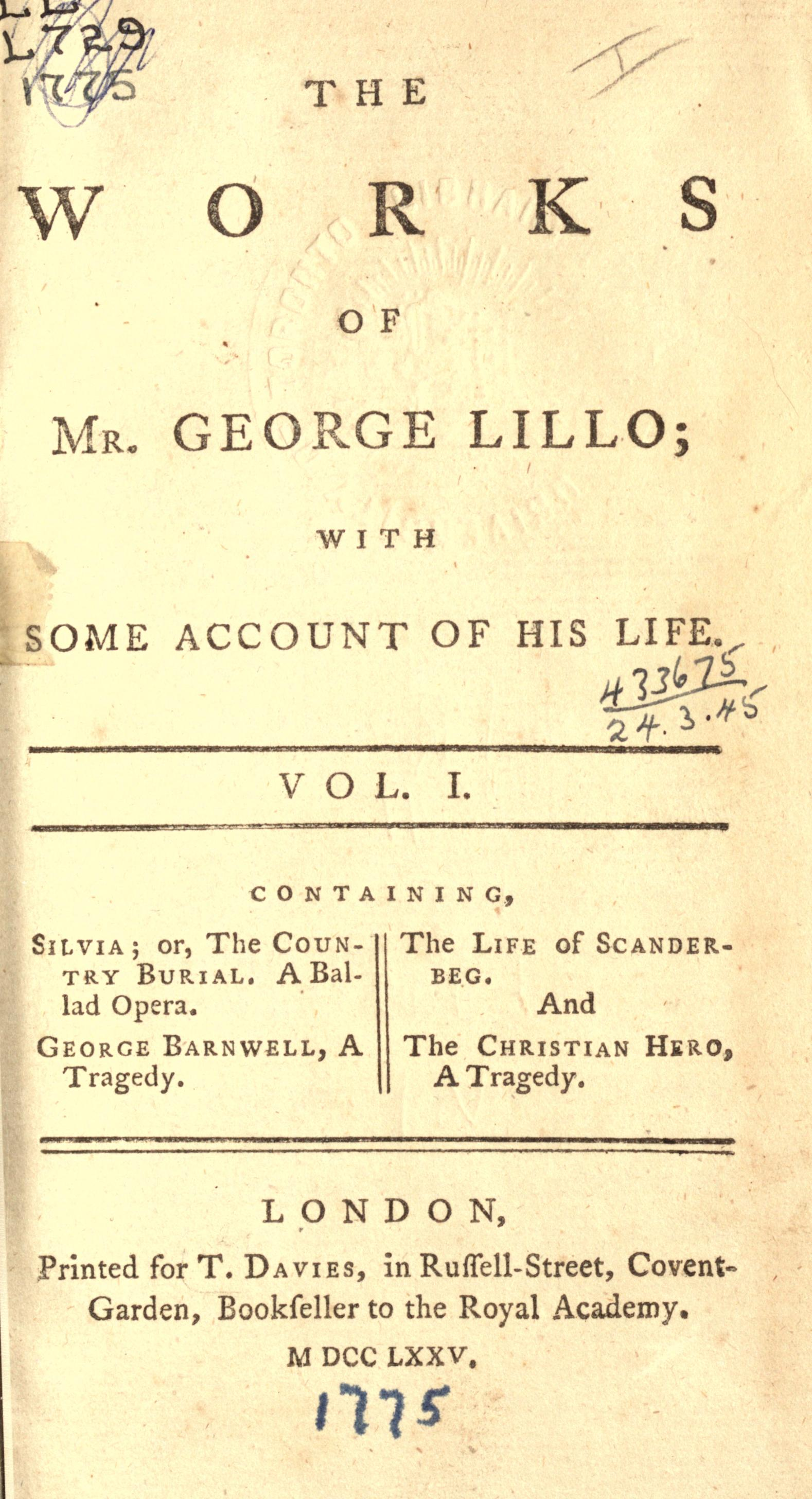
The Works of Mr. George Lillo, with Some Account of His Life, 1775, Londra

George Lillo lavorò per qualche tempo come gioielliere, probabilmente collaborando con suo padre, prima di dedicarsi al teatro all'età di trentasette anni, esordendo con Silvia, rappresentata a Lincoln's Inn Fields nel novembre del 1730, ispirata al dramma elisabettiano della passione, nello stile delle ballad operas di cui John Gay fu il precursore, derivanti da teatri vaudeville di Parigi e probabilmente influenzate dai lavori burleschi e musicali di Thomas D'Urfey (1653–1723), che aveva la reputazione di inserire nuovi testi in canzoni già esistenti.
Nel 1731 Lillo realizzò il Mercante di Londra ovvero la storia di George Barnwell (The London merchant or the history of George Barnwell), con la quale ottenne un grandissimo successo che lo rese famoso. L'opera risultò un dramma sociale incentrato su tematiche e personaggi della vita contemporanea, in contrasto con i soggetti eroici e aristocratici del teatro classico. La trama del dramma è basata sulle vicende di un apprendista londinese che tre volte rapina il suo padrone e uccide suo zio e alla fine è giustiziato.Per questa vicenda Lillo si è ispirato ad una vecchia ballata tardo elisabettiana.
Successivamente ultimò L'eroe cristiano (The christian hero, 1735), sulle imprese del condottiero e patriota albanese del Quattrocento, Giorgio Castriota Scanderbeg.
Nel 1736 presentò Curiosità fatale (Fatal curiosity), in versi sciolti, che i critici teatrali ritengono la sua opera migliore.La trama descrive le vicende di una coppia in sofferenza per i problemi economici e per l'assenza del loro figlio, che ospita un estraneo ricco; mentre dorme, decidono di assassinarlo per derubarlo, ma scoprono che si trattava del loro figlio lontano da casa da molto tempo.
Lillo scrisse anche un adattamento del dramma shakespeariano di Pericle, principe di Tiro, con il titolo di Marina (Covent Garden, 1 agosto 1738), e una tragedia, Elmerick o Justice Triumphant (Elmerick o la giustizia trionfante, postumo, Drury Lane, 23 febbraio 1740).
Le opere di Lillo ottennero un buon successo e risultarono importanti per gli sviluppi del teatro inglese ed europeo, per la diffusione del dramma borghese europeo, soprattutto per le tematiche e l'ambiente borghese che espresse nei suoi lavori, al posto di quello eroico presente nel dramma classico.
Per questo motivo Lillo anticipò le opere di Carlo Goldoni in Italia, di Gotthold Ephraim Lessing in Germania, di Denis Diderot in Francia.
Lillo morì all'età di quarantotto anni, nel 1739, a Rotherhithe, a Londra.

## Opere principali
- Silvia, 1730;
- The London merchant or the history of George Barnwell, 1731;
- Arden of Feversham, 1733;
- Britannia and Batavia, 1734;
- The Christian Hero, 1735;
- Fatal Curiosity, 1736;
- Marina, 1738;
- Elmerick, or Justice Triumphant, 1740.